# Mathew Kipkoech Kisorio
Mathew Kipkoech Kisorio (* 16. Mai 1989 in Kapchumba, Nandi District) ist ein kenianischer Langstreckenläufer.

## Karriere
Mit einer Zeit von 58:46 min für den Halbmarathon ist er der viertschnellste Mann in der ewigen Weltrangliste. In der Weltrangliste der 10.000-Meter-Läufer belegt er mit einer Bestzeit unter 27 Minuten (26:54 min/2011) Rang 40 (Stand: Oktober 2016). 
2007 gewann er beim Juniorenrennen der Crosslauf-Weltmeisterschaften in Mombasa Bronze und 2008 bei den Juniorenweltmeisterschaften in Peking Bronze über 5000 Meter.
Sein erster großer Erfolg im Erwachsenenbereich war ein sechster Platz bei den Crosslauf-Weltmeisterschaften 2009 in Amman. 2010 wurde er Achter beim Lissabon-Halbmarathon, Vierter über 10.000 m bei den Leichtathletik-Afrikameisterschaften in  Nairobi, stellte beim Philadelphia-Halbmarathon einen Streckenrekord auf und wurde Zweiter beim Porto-Halbmarathon.
2011 folgten einem vierten Platz bei den Crosslauf-Weltmeisterschaften in Punta Umbría Siege bei der Stramilano und bei den 25 km von Berlin. Im Herbst lief er beim Philadelphia-Halbmarathon mit 58:46 min die bislang schnellste Zeit auf US-amerikanischem Boden und wurde Zehnter beim New-York-City-Marathon.
2012 gewann er den Kagawa-Marugame-Halbmarathon und wurde Zehnter beim Boston-Marathon. Am 25. Juli 2012 wurde bei ihm ein anaboles Steroid nachgewiesen und er wurde wegen Dopings zwei Jahre gesperrt. Über seine Sperre sprach er in der ARD-Dokumentation Geständnis: Kenias Topläufer Kisorio redet über Doping.
Mathew Kipkoech Kisorio ist 1,78 m und wiegt 64 kg. Er ist das vierte von sieben Kindern des Langstreckenläufers Some Muge, der 1983 als erster Kenianer eine Medaille bei den Crosslauf-Weltmeisterschaften gewann. Sein Trainer ist Claudio Berardelli, sein Manager Federico Rosa.

## Persönliche Bestzeiten
- 3000 m: 7:34,29 min, 6. September 2009, Rieti
- 5000 m: 12:57,83 min, 4. Juni 2010, Oslo
- 10.000 m: 26:54,25 min, 3. Juni 2011, Eugene
- Halbmarathon: 58:46 min, 18. September 2011, Philadelphia
- 25-km-Straßenlauf: 1:12:13 h, 8. Mai 2011, Berlin
- Marathon: 2:04:53 h, 2. Dezember 2018, Valencia